# Шмид, Розль
Розль Шмид (нем. Rosl Schmid; 25 апреля 1911 года, Мюнхен — 19 ноября 1978 года, там же) — немецкая пианистка и музыкальный педагог. Племянница композитора Генриха Каспара Шмида.

## Биография
В 1927—1931 годах училась в Мюнхенской академии музыки у Вальтера Лампе (фортепиано) и Йозефа Хааса (композиция), позднее совершенствовалась как пианистка под руководством Роберта Тайхмюллера. Ещё в студенческие годы начала работать органисткой в мюнхенской Церкви театинцев. На протяжении 1930-х годов интенсивно концертировала с преимущественно германским репертуаром в диапазоне от Иоганна Себастьяна Баха до Ханса Пфицнера. В 1938 году получила девятую премию на Конкурсе имени Изаи.
В послевоенные годы расширила свой репертуар за счёт произведений Сергея Прокофьева, Арама Хачатуряна, Пауля Хиндемита, Белы Бартока. В то же время преимущественное внимание Шмид стала уделять педагогической работе: с 1948 года она преподавала в Мюнхенской высшей школе музыки, с 1957 года — ординарный профессор.